# Mimount Bousakla
Mimount Bousakla (née à Louvain le 24 mai 1972) est une personnalité politique belge d'origine marocaine. 

## Biographie
Militante dans le mouvement de jeunes du parti socialiste flamand, cette employée de banque est devenue en 2001 échevine de district à Anvers, puis sénatrice fédérale en 2003.
En 2004, Mimount Bousakla, qui avait émis des critiques à l’égard des intégristes musulmans, a été placée sous la protection de la police après avoir reçu de graves menaces. Début novembre 2004, elle avait demandé la dissolution du conseil des musulmans de Belgique en reprochant à cette instance représentative de ne pas avoir invité les musulmans à protester contre la mort de Van Gogh. L’élue s’en était également prise à certaines mosquées permettant à des imams de prêcher une forme radicale de l’Islam. 
Selon un responsable de sa formation, le parti socialiste flamand, la sénatrice avait reçu un appel anonyme l’avertissant qu’elle serait victime d’un meurtre rituel. Elle a poursuivi son travail au Sénat malgré les menaces et ne s'est pas cachée mais a reçu une protection policière à la suite des menaces de mort dont elle a été l'objet. Mimount Bousakla avait déjà été à plusieurs reprises victime de menaces, notamment de la part de militants de la Ligue Arabe Européenne. En mai 2003, elle avait été agressée physiquement à Boom par des militants de Resist, la liste de la Ligue arabe européenne, et la police locale avait dû intervenir pour la tirer d’affaire. A une autre occasion, elle s’était vu refuser l’entrée d’une mosquée anversoise, dans laquelle elle devait s’adresser à l’Union des associations musulmanes en compagnie de Patrick Janssens, le bourgmestre d’Anvers. D’autres militants de Resist l’avaient plaquée contre un mur et lui avaient tiré les cheveux. Elle avait également reçu deux courriels très agressifs, dont l’auteur s’était finalement avéré être un membre… du S.p.A.
La sénatrice anversoise, d’origine marocaine, est connue pour son franc-parler. Avant cela, elle s’était signalée à plusieurs reprises par des prises de position peu orthodoxes sur le port du voile ou encore les mariages blancs. L'auteur des menaces de mort un Gantois de 38 ans, converti à l’islam, qui avait trouvé les propos de Mimount Bousakla « subversifs et intolérants », qu’elle avait « trahi son peuple » et qu’il « voulait l’amener à d’autres pensées », risque de 3 mois à 2 ans de prison, le double si le ministère public estime que les menaces ont un caractère raciste, ce qui constituerait une circonstance aggravante. 
Mimount Bousakla a reçu aussi le prix 2004 de la Fondation anti-fasciste pour son implication dans la lutte contre le fascisme et la discrimination raciale. Lors de la remise de ce prix, Frank Geudens (nl), représentant de la Province d’Anvers, a lourdement critiqué le Vlaams Belang (ex-Vlaams Blok) dans son discours. « Le discours prononcé par Gerolf Annemans (lors du congrès de création du Vlaams Belang et au cours duquel il avait proféré des menaces à peine voilées à l’encontre des magistrats du procès contre le Vlaams Blok) est un cas d’école en matière d’intolérance politique. Le Belang prouve que le travail accompli par la fondation est plus que jamais nécessaire », a-t-il déclaré[réf. nécessaire]. 
Mimount Bousakla a de son côté indiqué que c’était un honneur d’être nommée pour le prix de la Fondation anti-fasciste : « Je me suis toujours opposée à toute forme d’injustice. Nous devons nous battre pour la liberté de pouvoir se développer et le respect des droits de l’Homme, pas seulement chez nous mais dans toute l’Europe », a-t-elle déclaré[réf. nécessaire]. Ses prises de position individuelles de plus en plus éloignées de la ligne du parti socialiste ont eu pour conséquence sa mise à l'écart de la liste pour les élections législatives fédérales belges de 2007 et le 13 mai 2007 sa candidature sur la Liste Dedecker (une scission de droite dure du VLD, le parti libéral flamand) a été annoncée à la presse. Après son exclusion du VLD le 16 octobre 2006, Jean-Marie Dedecker a créé avec des partisans le 8 novembre 2006 le think tank Cassandra. Toujours en novembre 2006, il a adhéré à la N-VA, mais son passage dans ce parti a été de courte durée car le CD&V, parti formant un cartel avec la N-VA, a mis un veto à l'adhésion de ce nationaliste flamand radical considéré comme faisant partie de l'extrême-droite populiste. 
Elle se retrouve ainsi en fin d'une liste menée par Jurgen Verstrepen, transfuge du Vlaams Belang qui a déclaré au quotidien progressiste flamand De Morgen « déjà à l'époque où j'étais au VB j'ai souscrit à plusieurs prises de position de Bousakla à propos de l'immigration et des allochtones ». Quant au président du SP.A, Johan Vande Lanotte, il s'est borné à déclarer que « ça prouve seulement que nous avons fait une bonne évaluation quand nous avons décidé de ne plus lui donner une place prééminente »[réf. nécessaire]. 
La députée régionale flamande SP.A Anissa Temsamani a quant à elle estimé que « Bousakla n'est pas socialiste, elle est opportuniste ». Pour Sami Souguir, chef de groupe du VLD au conseil communal de Gand, conseiller au ministère flamand de l'intégration, et unique élu allochtone (d'origine tunisienne) du VLD, « Quand on sélectionne des candidats pour leur origine ou pour la petite touche exotique, on en paie tôt ou tard le prix ». Mais Vande Lanotte attribue quant à lui cette situation à l'incapacité de Mimount Bousakla de travailler en collectif, ce qui n'a rien à voir avec son origine.

## Déclarations
Elle a déclaré lors d'une émission de Questions à la Une diffusée en octobre 2006 par la RTBF, « En Belgique on reçoit des allocations familiales pour les enfants, des allocations de chômage quand on n’a pas de travail... tout cela n’existe pas dans les pays arabes non démocratiques. Ceux qui ne sont pas contents de la Belgique, ils n’ont qu’à partir ! ». Par ailleurs, elle a également été arrêtée par la police pour conduite en état d'ivresse. 
Le journal De Standaart du 6 décembre 2005 nous rapporte que : « Le SP.a, parti socialiste néerlandophone, est embarrassé par Madame Mimount Bousakla. La sénatrice du SP.a a été inculpée par le juge du tribunal de police de Leuven parce qu'elle avait embouti le mur d'un rond-point sous l'effet de l'alcool. Elle avait une alcoolémie de 1,84g/l dans le sang »[réf. nécessaire].